# John Francis Queeny

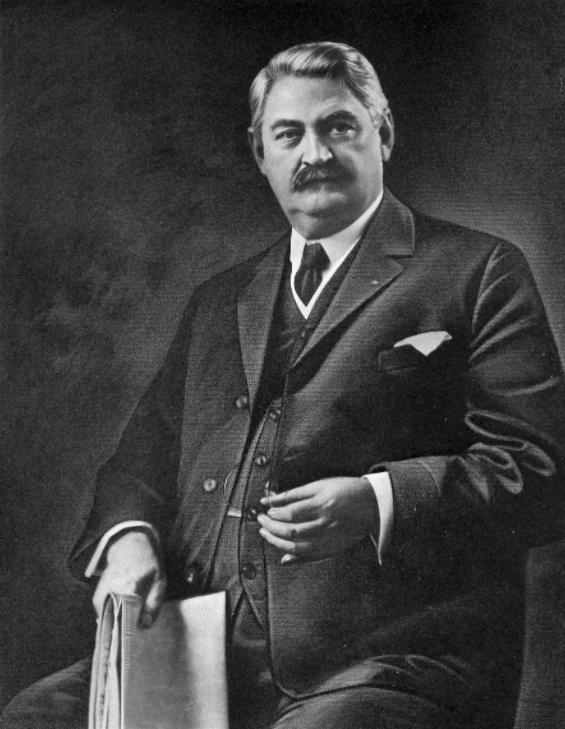
Retrato de John Francis Queeny.

John Francis Queeny (1859-1933) Fundador de Monsanto en 1901 bajo el nombre "Monsanto Chemical Works". Queeny adquirió la infraestructura de una compañía farmacéutica en Misuri para manufacturar sacarina, endulzante que en ese entonces sólo se manufacturaba en Alemania. La inversión total con la que Monsanto abrió sus puertas fue de 5,000 dólares, de los cuales Queeny invirtió 1,500 de su propio bolsillo y consiguió 3,500 prestados por un manufacturero local de sales. El nombre de la compañía surge del apellido de soltera de su esposa Olga M. Monsanto.
John F. Queeny tuvo un hijo con Olga Monsanto llamado Edgar, quien en 1928 tomó el cargo de presidente de la compañía. En 1933 John Queeny fallece y la compañía posteriormente cambiaría su nombre a "Monsanto Chemical Company".en 1933.
- Datos: Q3181530